# Николов, Тане
Тане Николов Жеков (болг. Тане Николов, также известен как Воевода Тане; 9 марта 1873, Хасково, Османская империя — 19 января 1947, Асеновград, Болгария) — болгарский военный деятель, революционер, видный военачальник повстанческих сил в национально-освободительном движении в османских Македонии и Фракии, воевода Внутренней Македонской и Внутренней Фракийской революционной организации, участник нескольких войн за национальное объединение Болгарии.

## Биография

### Молодые годы
Тане родился в Хасковской околии, в семье портного Николы Ангелова Жекова и его супруги Рады Стоевой, уроженцев деревни Кору-Чешме (ныне Горски-Извор, Хасковская область). Его племянник, сын его старшего брата Коя, также стал видным болгарским революционером и партизаном и получил известность под псевдонимом Мамин Колю. Тане получил школьное образование в Хасково, после чего пошёл служить в 10-й Родопский пехотный полк, а по окончании службы остался в нём на сверхсрочную службу в звании младшего унтер-офицера и в строевой должности командира взвода. Рано потерял жену, вскоре после этого умер и их первенец, дочь. В 1902 году вышел в отставку с военной службы в звании старшего сержанта.

### Во Фракии
28 июля 1902 года Николов был принят в ряды ВМОРО (Внутренней Македонско-Одринской революционной организации) одновременно с Димитром Запряновым, Марином Чолаковым и Стефаном Чолаковым и в августе того же года начал повстанческую деятельность в составе Гюмюрджинской группы ВМОРО под руководством Константина Антонова.
Вступив в революционную организацию и принеся клятву верности в присутствии своего друга Бориса Сафарова, Тане Николов остался верен этой клятве на всю жизнь. Первоначально он действовал в составе четы (партизанского отряда) Константина Антонова (Сеченкаты), а с 1903 года сам стал воеводой и командиром четы. Чета Николова участвовала в Ильинденском восстании во Фракии, — где осталась и после подавления этого восстания. Борис Сарафов помог ему перевооружить и экипировать чету. В апреле 1904-го она была переброшена в Беломорие. Среди предпринятых его отрядом повстанческих действий в тот период — взрыв 9-вагонного железнодорожного состава на мосту возле села Бадома (ныне Палагия) во Фракии в 12 июня 1904 года, совершённый совместно с воеводами Митрю Карабелятой и Петко Келемом (он же — Кел Петко), а также неудачное покушение на убийство турецких военачальников на железнодорожной станции Кулели-Бургас. Отряд Тане Николова несколько раз вступал в сражения с османской армией. В селе Мерхамли (ныне Пеплос) в Фере в конце декабря 1904 года он был ранен после предательства и истребления части его отряда. Через неделю, в январе 1905 года, командовал войсками повстанцев в крупном сражении с регулярными турецкими войсками у села Манастир.

### В Македонии
В 1906 году Николов со своим отрядом перешёл в регион Флорина в Македонии (ныне часть Греции), где в течение года воевал против как турецких, так и против греческих контингентов. В 1907 году был назначен воеводой Прилепского и Велешского округов. В ущельях Бабун-планины Николов нанёс поражения сербоманским четам Йована Бабунского и Глигора Лямева. А в июле 1907 года поднял крупное антитурецкое восстание. Здесь он впервые схлестнулся с хорошо дисциплинированными частями, под командованием Энвер-бея (будущий военный преступник Энвер-паша).

### Раскол ВМОРО
Вождь «левого крыла» македонского движения Яне Санданский приговорил Бориса Сарафова к смерти, возложив на него ответственность за провал Ильинденского восстания. Однако, Сарафов, по своему врождённому благородству, не поверил в возможность покушения на его жизнь… Коренным расхождением между правым и левым крыльями ВМОРО был вопрос о сотрудничестве с Болгарской державой. Левые были резко против. Сарафов, Гарванов и Матов выступали за сотрудничество, без чего представлялось невозможным даже физическое выживание македонского народа.

Убийство Сарафова было совершено 28 ноября 1907 г. известным боевиком-санданистом Тодором Паницей, вошедшим в доверие к убитому. Вместе с Сарафовым был убит второй заграничный представитель ВМОРО — Иван Гарванов. Третий — Христо Матов случайно избежал смерти. Болгарский историк и лингвист Любомир Милетич по поводу убийства Сарафова и Гарванова писал: 
Их деятельность и общая их кончина символично представляют объединение на жизнь и смерть двух родных матерей героев — Македонию и Болгарию!
 После злодейского убийства, в начале января 1908 года, Тане Николов, совместно с побратимом Николой Костовым-Сиином, прибыл в Софию и предложил услуги по охране Христо Матова и Васила Чекаларова, бывших под прицелом санданиститов.
В качестве ревизора Западно-Македонских чет, с делегатскими правами Битольского революционного округа, воевода Тане Николов принял участие в Общием конгрессе ВМОРО (село Жабокрыт, Кюстендильской околии, март 1908 года).
После Младотурецкой революции 10 июля 1908 года, наступил весьма короткий период братания турок с христианами. В то время, в частности, был создан Союз Болгарских конституционных клубов. Однако, Тане Николов не питал никаких особых иллюзий. Николов, наряду с другими заслуженными вождями ВМОРО, осудил Яне Санданского и его команду за сотрудничество с режимом младотурок. Во исполнение решения вышеупомянутого Кюстендильского конгресса, приговорившего Санданского к смертной казни, — Тане Николов, вместе с Димитром Запряновым и Иваном Московым, совершили 24 сентября 1908 г. покушение на Санданского в гостинице «Бошняк-хан» (в городе Салоники, бывшем тогда под турецкой властью). Николов убил телохранителей Санданского — Мицо Вранского и Танчо Атанасова, — но сам Санданский отделался ранением в плечо. После покушения Тане Николов бежал в Болгарию.
В апреле 1909 года воевода Николов снова перешёл болгаро-турецкую границу и фактически возглавил партизанскую борьбу с младотурецким режимом в османской Македонии. Тогда же, в апреле 1909 года, четы Чернопеева и Санданского приняли участие в походе младотурок на Стамбул, с целью пресечь контрреволюционный переворот Абдул-Гамида II… В 1909 году Чернопеев стал одним из основателей Народной Федеративной партии, выступавшей за федерализацию Османской империи. Чернопеев вошёл в руководство Болгарской секции НФП. Но данная идея шла вразрез с шовинистическими и мегаломанскими установками младотурок. Осознав это, Чернопеев в декабре 1909 года перешёл на нелегальное положение. Чернопеев пишет гневные письма Санданскому, обвиняя его в преступном сотрудничестве с уже раскрывшими свою суть младотурками.
В 1910 году министр МВД Мехмед Талаат-паша провёл через Меджлис отмену «Закона за содружествах» и запретил формирование содружеств по национальному признаку. По всей империи были закрыты все национальные клубы, а в Битольском вилайете местный сатрап Шевкет Тургут-паша провёл зверскую Разоружительную акцию (Обезоръжителната акция). Мирное население подвергалось издевательствам, часть руководителей Союза Болгарских конституционных клубов была заточена в тюрьмах Малой Азии, а иные бывшие революционеры ВМОРО убиты.
В начале 1910 года Тане Николов, вместе с Христо Чернопеевым и Апостолом-воеводой Петковым Терзиевым, реструктурировал ВМОРО, основав Болгарскую Народную Македонско-Одринскую Революционную Организацию. В мае того же 1910 года Николов перебрался в Македонию, вместе с воеводами Чернопеевым, Ичко Димитровым и Апостолом Терзиевым. В одном из боёв Николов и Апостол-воевода Терзиев снова схлестнулись с аскерами Энвер-бея.
После поражения Болгарии в Первой мировой войне Николов создал Внутреннюю Фракийскую революционную организацию, имевшую целью освобождение Западной Фракии из-под греческой власти.

## Последние годы

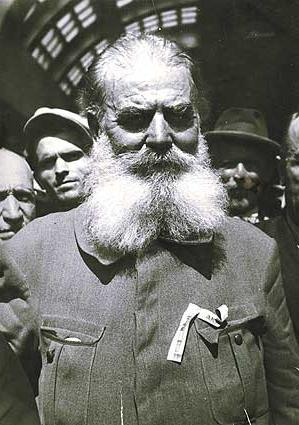
Прибытие Тане Николова в Скопье, 1941 г.

Уйдя на покой, Николов поселился в Асеновграде, купив там мельницу. В разгар Второй мировой войны — летом 1941 года — Тане Николов посетил Скопье. Народ приветствовал заслуженного ветерана.

Финал его бурной жизни был трагичен. В январе 1947 г., после многократных конфликтов с арендаторами его мельницы, Николов поехал туда навести порядок, захватив с собой оружие. В ходе пререканий, он открыл стрельбу, убив арендатора и четырёх батраков, после чего был, конечно же, арестован. Даниэль Бурулянов и Христофор Цавелла утверждают, что коммунистические власти, воспользовавшись случаем, ликвидировали воеводу в тюрьме. По официальной же версии, он покончил с собой. Ещё в официальном некрологе сообщалось: 
Известен като терорист и участник в много разбойнически акции през Балканската и Първата световна война. Като личен приятел на цар Фердинанд, подарил му голям брой златни монети и украшения, ограбени от него от разбойнически акции.
 В переводе Михаила Девлеткамова: 
Известен как террорист и участник множества разбойнических акций в период Балканской и Первой мировой войн. Как личный друг царя Фердинанда, Николов подарил ему большое количество золотых монет и украшений, награбленных им в ходе разбойнических акций.